# Skoky do vody z velkých výšek

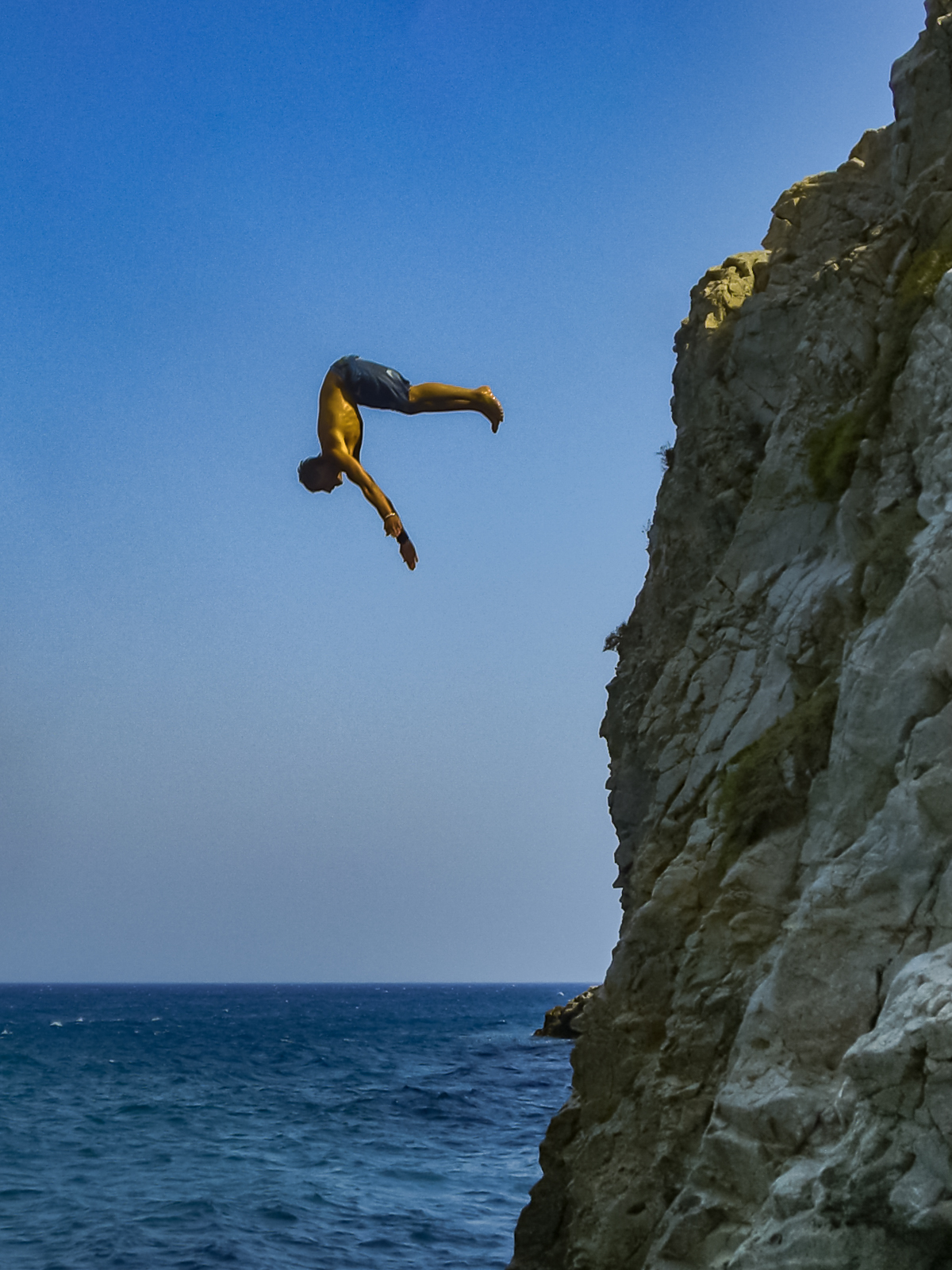
Skok ze skalního útesu

Skoky do vody z velkých výšek jsou sportovní odvětví spočívající v předvedení pravidly vymezených akrobatických skoků z věže, rampy (platform), skalního útesu (cliff), mostu či z jiného marketingově zajimavého místa jako hradní cimbuří s cílem získat co nejvyšší bodové ohodnocení. Sport zastřešuje Mezinárodní plavecká federace (FINA), která zřídila samostatnou komisi pro skoky z velkých výšek v roce 2014.